# کتابخانه عمومی بیشان
کتابخانه عمومی بیشان، کتابخانه‌ای در شبکه هیئت کتابخانه ملی است که در بیشان، سنگاپور درست پشت مرکز خرید جانک تی ۸ ان واقع شده‌است. این کتابخانه در ۱ سپتامبر ۲۰۰۶ توسط معاون نخست‌وزیر، وانگ کان سنگ افتتاح گردید.
طراحی ساختمان این کتابخانه، برنده جوایز متعددی به‌خاطر معماری آن در سطح محلی و بین‌المللی گردید. جوایز کسب شده شامل جایزه طراحی رئیس‌جمهور در سال ۲۰۰۷ و جایزه بین‌المللی معماری در سال ۲۰۰۹ می‌باشد.